# Barberí
Barberí és una empresa catalana especialitzada en foneria artística. Es considera que és la segona empresa més antiga de Catalunya, només per darrere de Codorníu. Amb orígens a Olot, actualment està ubicada a Riudellots de la Selva.

## Història
Els seus inicis es remunten al 1565, quan una nissaga de fonedors de campanes provinents d'Itàlia es van establir a Olot. Inicialment es van especialitzar en la fosa de campanes i d'olles. L'empresa va participar amb un estand propi a l'Exposició Universal de Barcelona 1888, on va poder fer contactes que van obrir el pas a la internacionalització de la firma. És en aquesta època quan van fer grans de les seves obres de foneria artística, entre les quals destaquen l'escultura al Doctor Robert de Barcelona, de Josep Llimona, l'obra de Frederic Marès que es mostra a la Plaça de Catalunya o una escultura de la font de la Plaça d'Espanya, obra dels germans Oslé. Més endavant, durant la Segona República, també farien obra monumental, com per exemple l'al·legoria de Josep Viladomat mostrada entre l'Avinguda Diagonal i el Passeig de Gràcia de la capital catalana. La seva obra més destacada durant el franquisme és el Sagrat Cor del Temple del Tibidabo.
Van treballar foneria per a artistes destacats com Xavier Corberó, Rosa Serra o Jaume Plensa, entre molts d'altres, i obres fetes per la foneria es conserven en alguns dels museus més importants del món.
Va plegar la seva activitat de fondre campanes i escultures l'any 2016 i es va quedar només amb la linia Castey de parament de cuina.